# Martin Knutzen
Martin Knutzen (Königsberg, 14 dicembre 1713 – Königsberg, 29 gennaio 1751) è stato un filosofo tedesco, conosciuto per essere stato uno dei professori di Immanuel Kant.

## Biografia
Martin Knutzen nacque a Königsberg (l'attuale Kaliningrad) il 14 dicembre 1713, figlio del benestante mercante Hagen Knutzen.
Martin Knutzen studiò filosofia, matematica e fisica presso l'Università di Königsberg, conseguendo la laurea nel 1733, a soli vent'anni, con la tesi Dissertatio metaphysica de aeternitate mundi impossibili. L'anno successivo, Knutzen ottenne il dottorato con una nuova tesi, Commentatio de commercio mentis et corporis per influxum physicum, la quale gli valse l'assegnazione, nel 1735, della cattedra di logica e metafisica presso la stessa università nella quale aveva conseguito i suoi studi. In questi anni, conobbe e si confrontò con le tesi di Christian Wolff, filosofo razionalista. Knutzen entrò, infatti, in contrasto con tale filosofia, per cui iniziò a interessarsi anche delle scienze naturali, tenendo corsi aggiuntivi sulla fisica, sull'astronomia e sulla matematica. Per controbattere le tesi razionaliste, Knutzen appronfondì i testi di Newton, mettendo in discussione il concetto di armonia prestabilita sostenuto da Leibniz e Wolff a favore di una visione meccanicistica della realtà. Le tesi di Knutzen influenzeranno molto i suoi studenti, tra cui è doveroso citare Immanuel Kant, nella cui Critica del giudizio si può sentire un sottofondo meccanicista, e Johann Georg Hamann, pioniere del movimento letterario dello Sturm und Drang.
Colpito da una malattia improvvisa, probabilmente causata anche dalla vita estremamente sedentaria del filosofo, Martin Knutzen morì a Königsberg il 29 giugno 1751.

### Influenza sul pensiero di Kant
Knutzen era uno dei professori più giovani presso l'Università di Königsberg e fu più volte descritto da Kant come un uomo dalla forte personalità, intelligente e dotato di un grande carisma. 
Anche dopo aver completato i suoi studi, Kant rimase in stretto contatto con Knutzen, il quale gli insegnò, anche dopo l'università, i rudimenti della meccanica e dell'ottica. L'ampia biblioteca privata di Knutzen, nella quale erano custoditi principalmente molti scritti riguardanti le scienze naturali, fu un luogo di formazione estremamente significativo per Kant, il quale si servì dei libri in essa contenuti per scrivere il suo primo trattato, Pensieri sulla vera valutazione delle forze vive, testo nel quale Kant affrontò il tema della filosofia della natura partendo proprio dalla critica mossa da Knutzen al pensiero di Leibniz e Wolff.
Inoltre, fu proprio Martin Knutzen a introdurre Immanuel Kant alla letteratura scientifica dell'epoca, in particolare alle opere di Isaac Newton, che lo stesso Knutzen fortemente ammirava e che ebbero sul pensiero kantiano un'influenza molto significativa. Nonostante la fama di Kant come filosofo estremamente acuto e preciso, emerge dall'epistolario privato di Knutzen che questi non considerava il celeberrimo filosofo di Königsberg uno dei suoi migliori allievi. Sembrerebbe infatti che Martin Knutzen provasse quasi una scarsa stima nei confronti di Kant, prediligendo a lui studenti come Friedrich Johann Buck (1722–1786) o Johann Friedrich Weitenkampf (1726–1758). Difatti, nella copiosa corrispondenza che Knutzen intrattenne con Eulero, noto matematico svizzero, il nome di Immanuel Kant non compare nemmeno una volta.

## Il pensiero
Nonostante il forte interesse per la scienza, Knutzen non rigettò mai l'esistenza di un Dio e rimase anzi molto legato alla sua fede luterano-pietista. In ambito teologico, infatti, Knutzen cercò di trovare un equilibrio tra la dottrina pietista e il dogmatismo di Christian Wolff, tentando di inquadrare gli insegnamenti del movimento religioso prussiano con il sistema della filosofia proposto dal giurista tedesco. Knutzen condivideva la visione di Wolff secondo la quale la filosofia è una strada necessaria da percorrere per formare un pensiero teologico, tuttavia riteneva anche che la filosofia stessa potesse essere un fine a sé stante e che essa possa stabilire i propri postulati in maniera autonoma rispetto alla teologia. Secondo Knutzen, dunque, la filosofia non è soltanto un mezzo, ma può anche essere un fine per l'uomo. Tale pensiero fu meglio articolato in uno degli scritti, pubblicato nel 1740, che garantì al filosofo tedesco una discreta fama in ambito accademico, Prova filosofica della verità della religione cristiana. In tale trattato, Knutzen afferma che la filosofia è come un grande "deposito" che serve a immagazzinare tutto quello che è razionale, compreso il concetto di religione e di Dio.
Dal punto di vista filosofico, Knutzen assunse una posizione antitetica rispetto alla filosofia di Leibniz, criticando fortemente la teoria dell'armonia prestabilita e dell'occasionalismo. Knutzen sosteneva infatti una posizione molto più vicina al pensiero di Locke e del corpuscolarismo. Knutzen arrivava spesso a scontrarsi con gli ambienti intellettuali prussiani proprio poiché le sue posizioni erano molto più vicine alla filosofia inglese, che si basava principalmente sull'empirismo. Non è un caso che Knutzen, poco prima di morire, si stesse dedicando alla traduzione in tedesco del trattato di lockiano Sulla condotta dell'intelletto.
In ambito scientifico, Knutzen fu protagonista della scoperta del moto della Grande Cometa del 1744. Infatti, nel 1738, Knutzen, basandosi sulle formule proposte da Isaac Newton per calcolare il moto delle comete, osservò che una cometa apparsa per la prima volta nel 1698 sarebbe ricomparsa nell'inverno del 1744. Effettivamente il 18 febbraio di quell'anno, la Grande Cometa oggi denominata C/1743 X1 apparve chiaramente visibile dal suolo terrestre e Knutzen, di conseguenza, divenne estremamente noto all'interno della comunità scientifica non soltanto di Königsberg, ma anche al di fuori della città prussiana, guadagnandosi la fama di esperto astronomo. Cavalcando l'immediato successo, Knutzen pubblicò quello stesso anno "Pensieri razionali sulle comete", un trattato di astronomia nel quale espose gli studi fino ad allora effettuati sul calcalo newtoniano dei moti delle comete. Tale scritto fu una sorta di best seller tra gli studenti dell'Università di Königsberg e lo stesso Kant lo acquistò, apprezzandolo a tal punto che, secondo uno dei suoi allievi più brillanti, Christian Jacob Kraus (1753-1807), fu proprio questo libro che suscitò nel filosofo tedesco l'interesse per l'astronomia, portandolo a scrivere e pubblicare, undici anni dopo tali eventi, Storia universale della natura e teoria del cielo.
Tuttavia, all'interno della comunità scientifica internazionale, sorsero immediatamente alcuni dubbi riguardo ai calcoli effettuati da Martin Knutzen. Sempre nel 1744, il famoso matematico e fisico svizzero Leonhard Eulero, pubblicò un articolo nel quale asseriva che la Grande Cometa appena apparsa non fosse quella già osservata nel 1698, ma bensì un'altra. Secondo Eulero, i calcoli effettuati da Knutzen erano errati e la cometa del 1698 sarebbe riapparsa soltanto tra quattro o cinque secoli. Tuttavia, la comunità scientifica diede poco ascolto alla critica posta da Eulero e considerò invece i calcoli di Knutzen esatti. Tuttavia, le conoscenze astronomiche moderne hanno potuto stabilire che la tesi di Eulero fosse quella esatta; infatti, la è stato dimostrato che la Grande Cometa del 1744 è una cometa non periodica, le cui orbite paraboliche, dunque, non possono essere calcolate, in quanto imprevedibili.
Nonostante le tesi scientifiche di Knutzen si rivelarono essere quasi sempre errate, egli diede un importante contributo alla storia della matematica. Martin Knutzen fu difatti, nel suo saggio Sul vero autore dell'aritmetica binaria, uno dei primi ad affermare che il sistema numerico binario sia da attribuire non a Leibniz, come all'epoca ritenevano molti, ma bensì al vescovo spagnolo Juan Caramuel y Lobkowitz.

## Opere
- Philosophischer Beweis von der Wahrheit der christlichen Religion, 1740
- Von dem Wahren Auctore der Arithmeticae Binariae, oder sogennanten Leibnitzianischen Dyadic, 1742
- Philosophische Abhandlung von der immateriellen Natur der Seele, 1744
- Vernünftige Gedanken von den Cometen, 1744
- Systema causarum efficientium seu commentatio philosophica de commercio mentis et corporis per influxum physicum explicando, 1745
- Philosophischer Beweiß von der Wahrheit der Christlichen Religion, Darinnen die Nothwendigkeit der Christlichen Insbesondere aus Ungezweifelten Gründen der Vernunft nach Mathematischer Lehrart dargethan und behauptet wird, Härtung, Königsberg, 1747
- Elementa philosophiae rationalis seu logicae cum generalis tun specialioris mathematica methodo demonstrata, 1747
- Vertheidigte Wahrheit der Christlichen Religion gegen den Einwurf: Daß die Christliche Offenbahrung nich allgemein sey: Wobey besonders die Scheingründe des bekannten Englischen Deisten Mattüi Tindal, Welche in deßen Beweise, Daß das Christentum so alt wie die Welt sey, enthalten, erwogen und winderlegt werden, Härtung, Königsberg, 1747